# Futbolen Klub Spartak Plovdiv
L'FK Spartak Plovdiv (in bulgaro ФК Спартак Пловдив) è una società calcistica con sede a Plovdiv, in Bulgaria.

## Palmarès

### Competizioni nazionali
- Campionato bulgaro: 1

1962-1963
- Coppa di Bulgaria: 1

1958

### Altri piazzamenti
- Campionato bulgaro:

Secondo posto: 1961-1962
- Coppa di Bulgaria:

Finalista: 1955, 1959
Semifinalista: 1953, 1959-1960, 1961-1962, 1993-1994
- Vtora profesionalna futbolna liga:

Terzo posto: 2010-2011
- Coppa dei Balcani per club:

Finalista: 1963-1964